# Lunetta Savino
Lunetta Savino (2 de noviembre de 1957) es una actriz, cantante y actriz de voz italiana.

## Filmografía

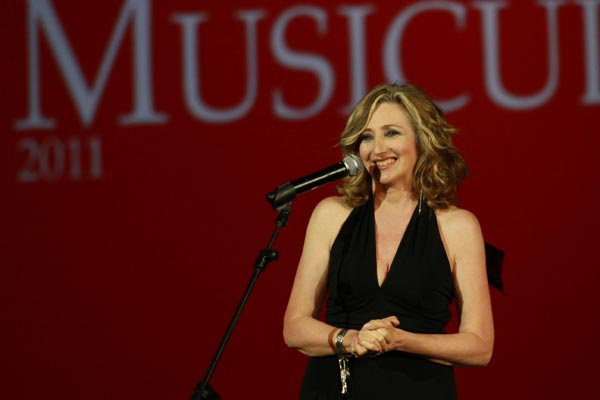
Lunetta Savino

### Televisión
- Un medico in famiglia - serie de televisión (2001)
- È arrivata la felicità - serie de televisión (2015)

### Film de TV
- Il figlio della luna - film de TV (2007)
- Felicia Impastato - film de TV

### Actriz de voz
- Deconstructing Harry, de Woody Allen (1997; voz italiana de Elizabeth Shue)